# 3.º Exército (Alemanha)
O 3º Exército foi formado em 22 de Agosto de 1939 e redesignado Grenzschutz-Abschnittkommando Nord (AOK 3) em 3 de Outubro de 1939.

## Comandantes
Generalfeldmarschall Georg von Küchler (22 Agosto 1939 - 3 Outubro 1939)

## Chiefs of Staff
Generalmajor Herbert von Böckmann (22 Agosto 1939 - 3 Outubro 1939)

## Oficiais de Operações
Oberstleutnant Herbert Wagner (22 Agosto 1939 - 3 Outubro 1939)